# Sutra
Pour les articles homonymes, voir sutra (homonymie).
Cette page contient des caractères spéciaux ou non latins. S’ils s’affichent mal (▯, ?, etc.), consultez la page d’aide Unicode.
Un sutra ou soutra (sanskrit IAST : sūtra ; devanagari : सूत्र ; pali : sutta ; signifiant « fil ; aphorisme ; traité de rituel ou canonique ») est ce qu'on nomme en Occident un « classique », un « canon » voire, simplement, un « livre ». Le terme s'applique à des écrits spéculatifs ou philosophiques rédigés sous forme d'aphorismes. Soit l'appellation est métaphorique (ce sont les « fils de la pensée », la « trame des idées »), soit elle est métonymique (on entend : « les fils qui servent à coudre les pages ensemble »). Par métonymie, on nomme aussi sūtra les livres contenant de tels écrits.
Par extension, le terme en vient à désigner toutes sortes de traités, grammaires, analyses. C'est le cas par exemple du Kāmasūtra, « Livre de Kāma » ou « Sūtra du désir ».

## Étymologie
Le mot sutra dérive sans doute du sanskrit sūkta, mot composé de su et ukta, qui signifie littéralement « bien parlé, bien dit ». Les hymnes du Rig-Véda (qui sont les plus anciens hymnes brahmaniques) reçoivent le nom de sukta. L'évolution phonétique va donner le mot pali sutta. Ce mot va à son tour être sanskritisé en sanskrit bouddhique et devenir sūtra,,.

## Lesūtracomme texte
Le sūtra est un genre littéraire qui apparaît dans une discipline pour signaler un début absolu[pas clair]. Comme le dit L. Renou : « Là où ils apparaissent, les sūtras marquent un commencement absolu ».
Dans la littérature sanskrite, relève K. R. Norman (en), le sutra est un genre littéraire spécifique, composé en prose, marqué en principe par la brièveté et la concision, alors que les sutras bouddhistes en sanskrit ont un caractère très différent.

### Hindouisme
Parmi les textes emblématiques, on peut citer l'Aṣṭādhyāyī de Pāṇini un traité de grammaire du sanskrit, rédigé sous forme de sūtra, qui est considéré par certains comme une des œuvres majeures des lettres humaines. Quant au Yoga sūtra attribué à Patañjali, toutes les formes de yoga, jusqu'à l'époque contemporaine, le prennent comme référence, se référant à et s'appuyant sur lui.

### Bouddhisme
Dans le bouddhisme, le mot est pris dans l’acception courant de « discours du bouddha Siddhārtha Gautama dans un contexte narratif où un interlocuteur s’adresse à lui » ; ce sont les commentateurs tel Buddhaghosa (Ve siècle) qui ont popularisé la diffusion de sutta ou suttanta (à peu près équivalents en pāli). La situation de dialogue, au cours duquel interviennent un disciple ou une personne à convaincre et un maître, rappelle celle des Upanishad, et a permis d’établir fermement les sutta bouddhiques dans l’environnement intellectuel de l’Inde ancienne. Ainsi, de façon générale, le terme sūtra désigne la mise par écrit d’un enseignement « pourvu de la sacralité conférée par la parole du Bouddha et de la Loi », tels que le Sūtra du Diamant, le Sūtra du Cœur, ou encore le Sûtra du Lotus.
Un élément particulièrement marquant des sutras bouddhiques est le fait qu'ils commencent par la formule « Ainsi ai-je entendu ».
Les sutta — réunis dans le Sutta piṭaka — forment la deuxième partie du Tipitaka, (« triple corbeille »), le recueil complet des enseignements, des commentaires et de la discipline sur lesquels s'appuient l'ensemble des courants bouddhistes theravāda.
On traduit sūtra en mandarin par 經/经 jīng, sinogramme composé de la clef du fil, 糸, et signifiant « classique », le proposant ainsi au rang des classiques confucéens sur lesquels les examens administratifs étaient fondés. En tibétain, c'est Mdo མདོ. En japonais le caractère 經/経 en kanji se lit Kyō.